# Quota laitier au Canada

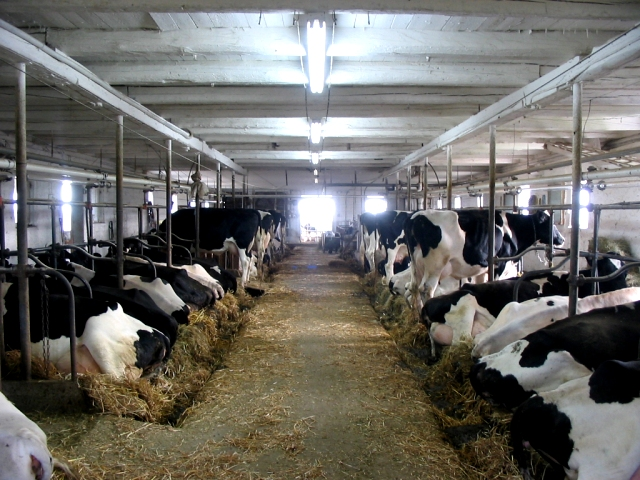
Une ferme laitière au Québec.

Les quotas laitiers au Canada existent depuis 1970 et sont inscrits dans la loi fédérale de la gestion de l'offre impliquant que les producteurs de lait doivent posséder un permis (quota) pour possèder une vache laitière et pour chaque litre de lait produit qu'ils doivent obligatoirement vendre directement aux organismes provinciaux désignés dans le cadre de cette loi, au prix fixé.
La vente de lait chez le producteur (à la ferme) est donc interdite au Canada.

## Gestion de l'offre
Pour un article plus général, voir Gestion de l'offre (Canada).
La gestion de l'offre a pour objectif de réguler la production, l'approvisionnement, et le prix du lait au Canada.
Elle repose sur trois piliers essentiels :
- le contrôle sur les importations de produits et de plusieurs sous-produits ;
- une politique des prix administrée selon les coûts de production ;
- la gestion de la production, via des quotas.

Les fermes sous la gestion de l’offre représentent environ 13 % de toutes les fermes canadiennes. Elle concerne les secteurs agricoles suivants :
- Production laitière ;
- Œufs de consommation et à couver ;
- Poulets de chair ;
- Dindes.

## Histoire
Le quotas laitiers au Canada existent depuis 1970.
Les associations qui les représentent au Canada, dont la Coop fédérée au Québec, ont graduellement fait des accords avec les laiteries pour réguler le marché. Ils ont également fait des pressions sur les gouvernements provinciaux et fédéral pour obtenir un système de quotas pour ajuster la production à la demande en échange d'un prix stable.
Des plans de mise en marché ont été graduellement mis sur pied dans les différentes provinces mais ces dernières ne pouvaient pas réglementer le commerce inter-provincial. En 1966, la Commission canadienne du lait fut créée. Les producteurs ont finalement obtenu des quotas nationaux au début des années 1970 pour le lait.
Ces quotas sont accompagnés d'un prix rémunérateur pour le producteur. Plus généralement, les quotas laitiers font partie des productions agricoles canadiennes soumises au système de gestion de l'offre.
Depuis les années 1990, les discussions sur la libéralisation des échanges de l'Organisation mondiale du commerce (OMC) et celles qui ont mené à l'Accord de libre-échange nord-américain (ALENA) ont menacé le système de gestion de l'offre. Plusieurs actions auprès de l'OMC ont été menées par les États-Unis d'Amérique et la Nouvelle-Zélande, qui ont conduit à certaines révisions du système (sur les classes de lait pour l'exportation en particulier) mais jusqu'à présent, le Canada a conservé son système de gestion de l'offre (et donc ses quotas laitiers).

## Fonctionnement
Au Canada, le règlement sur la mise en marché des produits laitiers, selon la Loi sur la Commission canadienne du lait, attribue au fédéral la juridiction sur la mise en marché du lait de transformation et des produits laitiers pour le commerce inter-provincial et les exportations. Les pouvoirs fédéraux de réglementation de la mise en marché du lait de consommation (utilisé pour le lait et la crème) en vue du commerce inter-provincial et de l'exportation sont délégués aux provinces. Chaque province voit donc à l'attribution des quotas et à l'application quotidienne du contrôle de l'offre.

### Production canadienne de lait

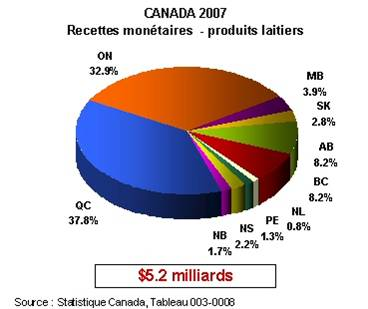
Production laitière au Canada

En 2010, les chiffres de production étaient de:
- 8,6 millions de tonnes de lait produites (soit 83.56 millions d'hectolitres environ)
- 981 000 vaches laitières au 1er janvier

Toute la production est concernée par le système de gestion de l'offre. Cette production est localisée à 81 % au Québec et en Ontario.

#### Lait de consommation et lait de transformation
La gestion considère deux marchés distincts :
- Le marché du lait de consommation (lait et crème) qui compte pour 40 % de la production laitière
- Le marché du lait de transformation (produits laitiers transformés tels que le beurre, le fromage, le yogurt et la crème glacée) qui compte pour les 60 % restants.

La Commission canadienne du lait n'intervient que pour ce dernier marché en établissant en particulier le QMM (quota de mise en marché), cible nationale de production du lait de transformation, révisée tous les deux mois.
Au niveau du producteur, ces marchés se traduisent en quotas. Le lait de consommation correspond aux classes de lait 1A (laits et boissons), 1B (crèmes) et 1C. Pour des raisons historiques et économiques, ces quotas sont gérés sur une base de matière grasse laitière. Dans le jargon, on dit des kilojours.
Le lait de transformation correspond aux classes suivantes :
- classe 2 : lait servant à la fabrication de crème glacée, des yogurts et de la crème sûre
- classes 3 : lait servant à la fabrication de fromage (majeure partie du lait de transformation)
- classes 4 : lait servant à fabriquer le beurre, le lait concentré, le lait en poudre et autres produits
- classes 5 : lait servant à fabriquer des ingrédients laitiers et les exportations.

Le lait est payé suivant ses composants(matière grasse, protéine, autres solides) suivant une grille publiée chaque année.
Globalement le prix payé par hectolitre pour les classes 2, 3 et 4 est proche du prix cible, le prix pour la classe 5 étant très inférieur.

#### Importations et exportations
Les exportations sont limitées à 4,27 % de la production du fait d'un engagement auprès de l'OMC. Il faut noter que les exportations ne sont pas subventionnées.
Les importations sont lourdement taxées, la plupart des produits laitiers subissent des droits de douane supérieurs à 200 % qui rendent l'accès au marché impossible. Il existe un quota d'importation de fromages de 20 411 tonnes - dont 13 471 tonnes réservées à l'Union européenne - sous le titre "engagement d'accès minimum", et un quota d'importation de beurre de 3 274 tonnes et d'autres quotas moins importants pour des produits transformés.
À défaut d'être détenteur de quotas d'importation de fromages, ce qui est le cas de la grande majorité des exportateurs européens et non européens, il faut passer par un importateur détenteur qui valorise très fortement ses quotas du fait de leur rareté et de la demande. Concrètement l'importateur détenteur ajoute au prix de cession de l'exportateur une marge quota de l'ordre de $CAD 5 du kilo, et ce en plus de sa marge de distribution classique. Les prix des fromages étrangers en résultant sont donc très élevés et c'est le consommateur canadien qui paie finalement la valorisation du quota d'importation ; ce système a pour effet de créer une rente de situation pour les détenteurs (pour la plupart des groupes laitiers canadiens dont la principale coopérative du pays) et de renchérir les prix des fromages étrangers pourtant à la base théoriquement bien plus compétitifs du fait du prix beaucoup plus bas du lait en Europe et aux USA.

### Ententes inter-provinciales
Il existe une entente nationale de mise en commun des revenus pour le lait des classes de surtransformation et d'exportation. Un accord appelé "P5" rassemble le Québec, l'Ontario, le Nouveau-Brunswick, l'Île-du-Prince-Édouard et la Nouvelle-Écosse. Il permet le partage des marchés et la mise en commun des revenus de toutes les classes de lait et comprend des dispositions permettant d'équilibrer les surproductions sur une base inter-provinciale. Il existe un accord similaire dans l'Ouest canadien qui rassemble la Colombie-Britannique, l'Alberta, la Saskatchewan et le Manitoba.

#### Au Québec
Le Québec est le plus important producteur de lait du Canada; « À l’échelle du Canada, ce sont 36 % des recettes découlant de la production laitière qui proviennent du Québec, ce qui en fait la principale province productrice de lait au Canada. »

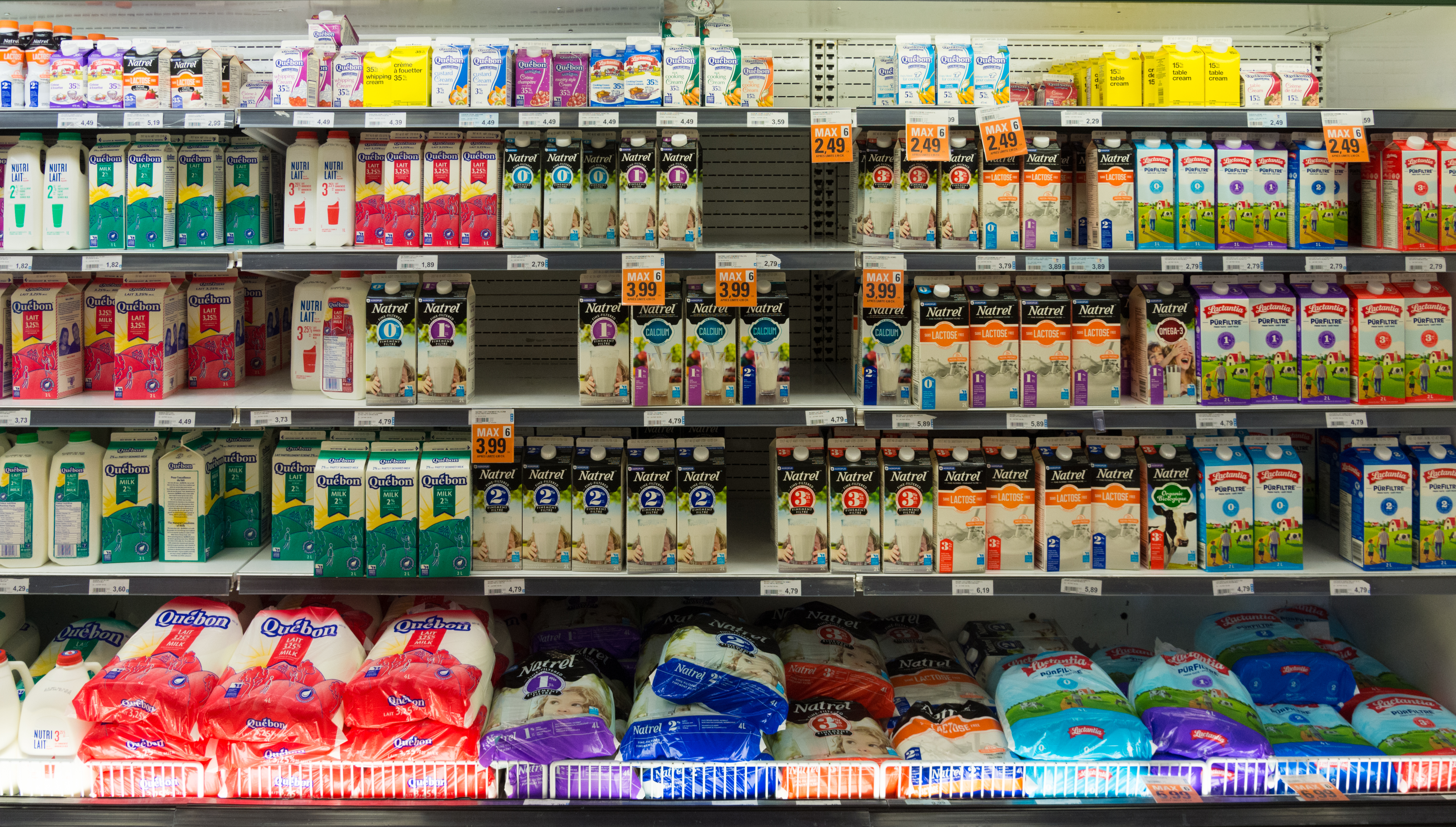
Étalage de produits laitiers à Québec

La Loi de la gestion de l'offre délègue à la Fédération des producteurs de lait du Québec (office de commercialisation) la responsabilité de commercialiser tout le lait qu’ils produisent et d’en négocier toutes les conditions de vente avec les industriels laitiers. Les usines paient à la Fédération le lait reçu au cours d’un mois au prix négocié en fonction du type de produit fabriqué, sur la base de chaque kilogramme de composants que contient le lait utilisé: matières grasses, protéines et autres solides du lait. Les producteurs reçoivent leur paiement pour les composants livrés au cours du mois, au prix moyen pondéré en fonction de l'utilisation.
À la suite de l'évaluation des quotas par la Commission nationale du lait, chaque producteur voit son quota de production ajusté en proportion de la variation du marché total. Les producteurs de poulet, de poule pondeuse et de dindon peuvent tout de même maintenir un certain niveau de production hors quota. Par exemple, un éleveur de poulet peut posséder un maximum de 100 poules au Québec comparativement à 2000 en Colombie-Britannique et en Alberta. Pour ce qui est du lait, l’Alberta est la seule province canadienne à permettre une production hors quota avec une limite de 50 litres par jour.

### Prix de soutien
La Commission canadienne du lait mène une étude annuelle sur le coût de production laitière et consulte les divers partenaires[Qui ?] pour établir les prix de soutien du beurre et de la poudre de lait écrémé et par conséquent, le prix cible du lait. Celui-ci est annoncé en fin d'année et entre en vigueur le 1er février de l'année suivante.
Le « prix cible » est basé sur le coût de production (coûts variables, coûts fixes, rendement du travail et du capital)et d'autres facteurs économiques. Le coût de production est mesuré grâce à une enquête nationale sur la production.

## Prix des quotas laitiers
Le prix du quota avait atteint un sommet en janvier 2003 de 31 000 dollars canadiens le kilo-jour. En mai 2006 il atteignait 32 101$, en 2014 les transactions de quotas en Colombie-Britannique s'effectuaient à un niveau de 42 500 $.
Quand le système a été mis en place, les quotas ont été attribués gratuitement aux producteurs laitiers de l'époque. Ces quotas peuvent être vendus et une bourse des quotas s'est organisée entre producteurs. Au Québec, cela se fait une fois par mois par un encan téléphonique centralisé. Les producteurs qui veulent vendre ou acheter du quota doivent communiquer avec une firme spécialisée qui reçoit toutes les offres d'achat et de vente de quotas de la province.
Le prix sera le même pour tout le monde lors de cet encan fermé. Les administrateurs cherchent celui pour lequel il y aurait autant de kilogrammes à vendre que de kilogrammes à acheter : une sorte d'équilibre entre l'offre et la demande. Avec le temps, les prix ont atteint des niveaux très élevés et plusieurs observateurs remarquent que cela traduit un déséquilibre du système. D'un côté, la productivité des vaches augmente plus vite que la consommation de produits laitiers et par conséquent, un éleveur doit augmenter son quota s'il veut garder le même nombre de vaches.
De l'autre côté, la valeur des quotas en tant qu'actifs de l'entreprise dépasse la valeur des autres actifs (y compris les bâtiments et les vaches), signe que le système est exagérément rémunérateur. On cherche aussi la légitimité d'une telle création de valeur monétaire pour les éleveurs.

### Disparité entre provinces
Au Québec et en Ontario le quota est plafonné actuellement à 24 000 $[Quand ?] pour le droit de produire 1 kg de matière grasse par jour, et une réserve est prélevée sur chaque transaction au Québec. En Colombie-Britannique, une somme de 43 000 $[Quand ?] doit être déboursée pour obtenir le droit de produire cette même quantité.

## Critiques
Des groupes de recherche canadiens critiquent ce système,,,,,,. Plusieurs d’entre eux proposent des solutions pour se sortir de ce système qui pénaliserait les consommateurs, les petits agriculteurs hors de la gestion de l’offre et les agriculteurs qui souhaitent entrer dans un marché non soumis à la gestion de l’offre,,,,,,.
Selon Mario Dumais, ancien économiste à l’Union des producteurs agricoles et chercheur associé à l’Institut économique de Montréal, « la gestion de l’offre touche de façon disproportionnée les [ménages canadiens] les plus pauvres ».  En effet, ce système imposerait un coût de 339 $ additionnel sur la facture d’épicerie des Canadiens les plus démunis. 
Cette technique de gestion peut être vu comme un moyen de garder les prix artificiellement élevés en restreignant la concurrence dans le marché. En effet, ces quotas imposent une barrière à l’entrée aux agriculteurs qui souhaiteraient produire dans ce marché, car les quotas sont dispendieux et difficiles d'accès.
Les quotas laitiers sont aussi un point de friction dans les négociations commerciales internationales.

### Positions du syndicat agricole Union paysanne
L'Union paysanne qui va jusqu'à parler de cartel, critique vertement le système des quotas et de la gestion de l'offre, parce que selon ce syndicat agricole, les quotas sont inaccessibles et bloquent l’entrée à ceux qui voudraient se lancer en production,.

## Exception canadienne
Le Canada est actuellement le seul pays au monde qui continue une politique de quotas de production.
Les quotas laitiers ont été abandonnés en Australie en 2000 et en Suisse entre 2006 et 2009. L'Union européenne a décidé d'éliminer ses quotas en 2015.